# Campo municipal de Las Llanas
El campo municipal de Las Llanas es un estadio de fútbol de carácter municipal ubicado en Sestao (Vizcaya, España). Fue inaugurado en 1923 y cuenta con capacidad para 4367 espectadores. En él disputan sus partidos de fútbol como locales el Sestao River Club y la Sociedad Deportiva San Pedro.

## Historia
El campo municipal de Las Llanas fue inaugurado en 1923, en un partido entre el Sestao Sport Club y la Sociedad Deportiva Kaiku (entonces club filial del Sestao Sport y hoy convertido en club de remo). Hasta 1956 su propietario era una familia sestaoarra, pero en ese año, por problemas entre la familia y el Sestao Sport, el Ayuntamiento de Sestao se declaró a favor del equipo verdinegro y expropió el campo, convirtiéndolo así en estadio de carácter municipal.
El 19 de septiembre de 2014 se anuncia que Las Llanas será la sede de entrenamientos de una de las selecciones participantes en la Eurocopa 2020 gracias al acuerdo logrado entre el Ayuntamiento de Sestao y la sociedad Bilbao Ekintza. A lo largo de los años el Campo ha ido sufriendo modificaciones para irse adaptando a los nuevos tiempos. La primera de ellas fue la construcción de la Tribuna Principal con una parte cubierta (que ocuparía la parte central de la actual). Más tarde se añadiría otra tribuna, la del Fondo Sur, y que también fue cubierta en su totalidad.
Coincidiendo con la construcción del Frontón Municipal de Las Llanas anexo al campo, se construye la grada de Preferencia Este, que posteriormente quedará totalmente cubierta con la estructura metálica que se mantiene hasta la actualidad. También se construye la grada del Fondo Norte, elevada sobre el colegio Las Llanas.
A mediados de los años 1970 el campo es remodelado nuevamente, desapareciendo la grada del Fondo Sur, que es demolida, quedando descubierta y al nivel del suelo. También se cambia la cubierta de la Tribuna principal, ya anexa al polideportivo de Las Llanas, pasando a ser cubierta totalmente por una estructura metálica.
En los últimos años el Consistorio sestaoarra ha acometido varias actuaciones, como la sustitución progresiva de los asientos de Tribuna o la renovación de los vestuarios local y visitante. En 2016, el Ayuntamiento acomete la realización de unos nuevos banquillos y túnel de entrada y salida al campo, así como la solución de un defecto de abombamiento de las áreas del terreno de juego.
En el verano de 2016 el Ayuntamiento de Sestao acometió una importante serie de actuaciones (14 en total por una inversión de más de 110 000 euros) para poner a punto la instalación de cara a la nueva temporada, entre las que destacan la nivelación y alineamiento del terreno de juego, en especial en la zona de las áreas donde con el paso del tiempo se había ido creando un abombamiento cada vez más latente, la renovación completa de los asientos de Tribuna, la colocación de un nuevo marcador o la creación de unos nuevos banquillos y túnel de acceso al campo, además de las habituales tareas de mantenimiento de cada periodo estival.

## Características

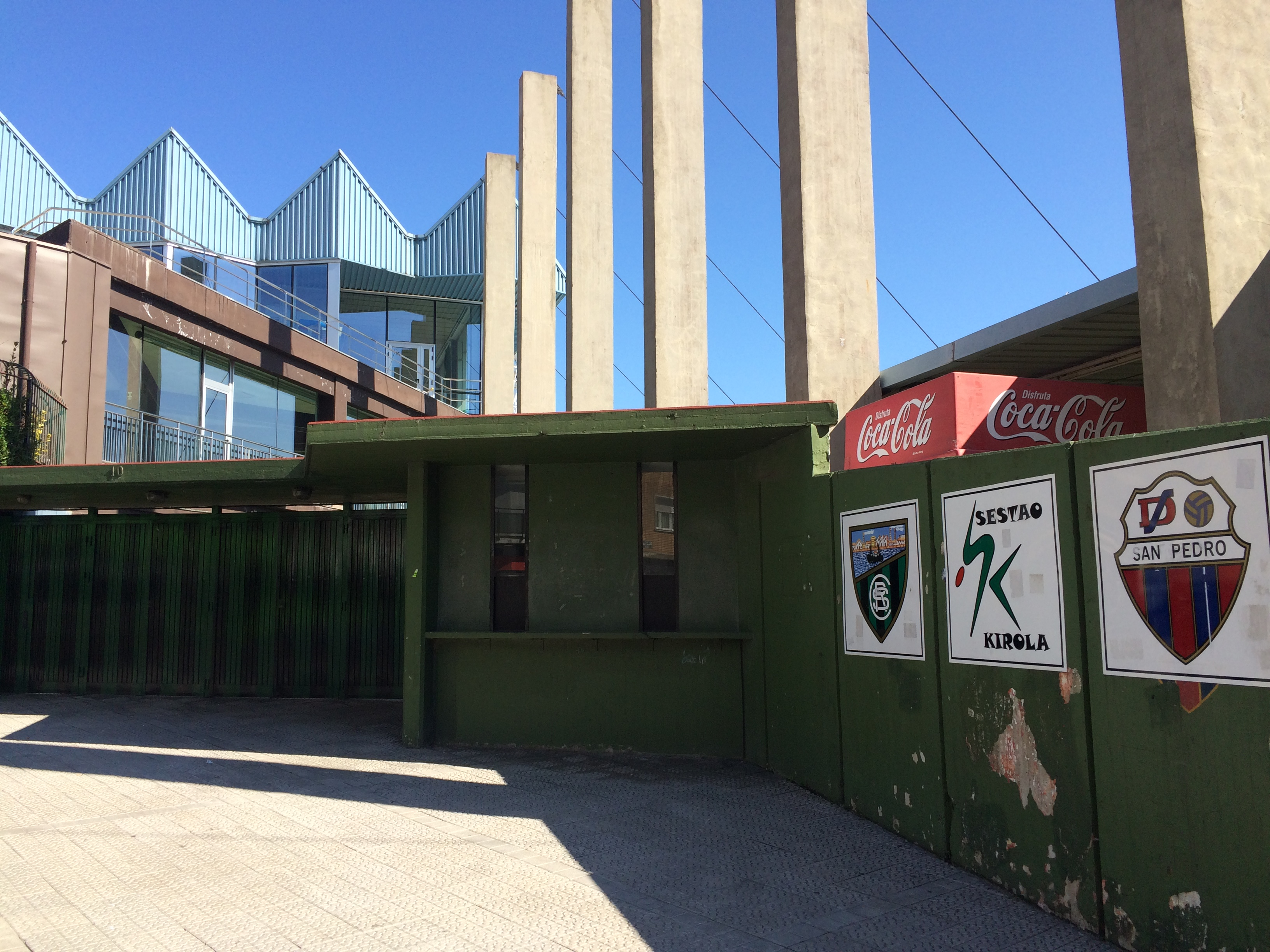
Entrada del campo municipal de Las Llanas

El campo municipal de Las Llanas cuenta con dos entradas, una que da acceso a la grada de Tribuna y otra a la de Preferencia Este. Ambas entradas están situadas en Alameda Las Llanas.
Tanto la Tribuna principal del campo como la de Preferencia están cubiertas. La grada de Tribuna está compuesta por asientos de color verdinegro (colores representativos del municipio de Sestao), mientras que el resto de gradas (Preferencia y Fondos) están empedradas. El terreno de juego está iluminado por cuatro torretas de luz artificial que permiten la disputa de partidos en horario vespertino.
El campo municipal de Las Llanas cuenta con palco de autoridades, sala de prensa, cabinas de prensa, dos bares y cumple la normativa exigida en cuanto a accesibilidad para personas con discapacidad.

## Propietario
Su propietario es el Ayuntamiento de Sestao, quien delega mediante convenio con el Sestao River Club el cuidado y mantenimiento del terreno de juego, así como la limpieza general de la instalación.

## Utilización
En el campo municipal de Las Llanas disputan sus partidos como locales el Sestao River Club y la Sociedad Deportiva San Pedro, aunque al ser un estadio de carácter municipal, puede ser alquilado por quien lo desee previo pago de la tasa correspondiente.

## Transportes

### Metro Bilbao
A 300 metros del campo municipal de Las Llanas está la estación de Sestao (salida Kasko) de Metro Bilbao (L2).

### Bizkaibus
Las líneas A2315, A2336, A3122, A3129, A3135, A3131 y A3335 de Bizkaibus cuentan con parada a 110 metros del campo municipal de Las Llanas.

### Renfe Cercanías
Las estaciones de Cercanías Bilbao más próximas al campo municipal de Las Llanas son La Iberia (800 metros), Galindo (850 metros) y Sestao (1600 metros).